# Tête de turc (livre)
Pour les articles homonymes, voir Tête de turc.
Tête de turc est la traduction en français de Ganz unten (« Tout en bas »), livre de l'écrivain et journaliste allemand Günter Wallraff publié en RFA en 1985. Cet ouvrage rapporte l'enquête de l'auteur, qui s'est fait passer pendant deux ans pour un travailleur immigré turc sans carte de travail. L'édition française de Tête de turc est préfacée par Gilles Perrault.

## Méthode d'investigation
L'auteur, parlant volontairement un allemand approximatif et déguisé à l'aide d'une perruque et de lentilles de contact, muni de papiers l'identifiant comme un turc nommé Ali Sigirlioğlu, accepte n'importe quel travail : ouvrier non-qualifié pour le bâtiment ou en aciérie, employé chez McDonald's autant que pour l'intervention d'urgence dans les zones dangereuses d'une centrale nucléaire. Il poursuit cette expérience jusqu'à ce que son état de santé, fortement altéré par ses conditions de travail, ne lui permette plus de continuer.

## Constat
Günter Wallraff raconte l'exploitation et la xénophobie subies au quotidien par les immigrés dans son pays au milieu des années 1980 d'une façon d'autant plus frappante qu'il s'agit d'un témoignage direct.
L'auteur s'attache à démontrer comment l'indifférence et le racisme ordinaires s'articulent avec l'existence de nombreux espaces de non-droit dans le monde du travail, où les salariés immigrés sont considérés comme corvéables à merci, ne bénéficient pas de couverture sociale, pas plus d'ailleurs que de matériel de protection élémentaire contre les environnements de travail les plus nocifs.

## Documentaire
Le film Ganz Unten de Jörg Gfrörer et Günter Wallraff sera réalisé en 1986 avec des extraits de caméra cachée, où l'on voit notamment Hans Vogel (Adler dans le livre),  s'exprimer, et dont les propos seront retranscrits dans le livre,.

## Conséquences
Si Tête de turc est d'abord un témoignage sur la condition des immigrés en RFA, son succès éditorial en France (plus de 500 000 exemplaires vendus) et certaines critiques élogieuses dont il fut l'objet semblent indiquer que de nombreux lecteurs reconnaissaient dans la situation dépeinte par Günter Wallraff la situation des étrangers en situation irrégulière en France. En 1989, est paru en France Tête de turc en France de Fausto Giudice, aux Éditions La Découverte qui décrit différentes situations auxquelles sont confrontés les étrangers.
Cet ouvrage a sans doute aussi contribué à revivifier le journalisme d'investigation par infiltration, puisque l'on compte depuis lors plusieurs enquêtes écrites selon un principe proche, notamment Clandestine d'Anne Tristan ou encore Le Quai de Ouistreham de Florence Aubenas, qui fait d'ailleurs directement référence à Günter Wallraff.